# Technologiesouveränität
Technologiesouveränität oder technologische Souveränität bezeichnet die eigenständige Entwicklungs-, Produktions- und Distributionskompetenz einer staatlichen oder supranationalen Entität sowie dessen Fähigkeit zur lokalen Wertschöpfung. Diese kann auf einzelne industrielle Branchen oder Anwendungsfelder eingegrenzt werden.

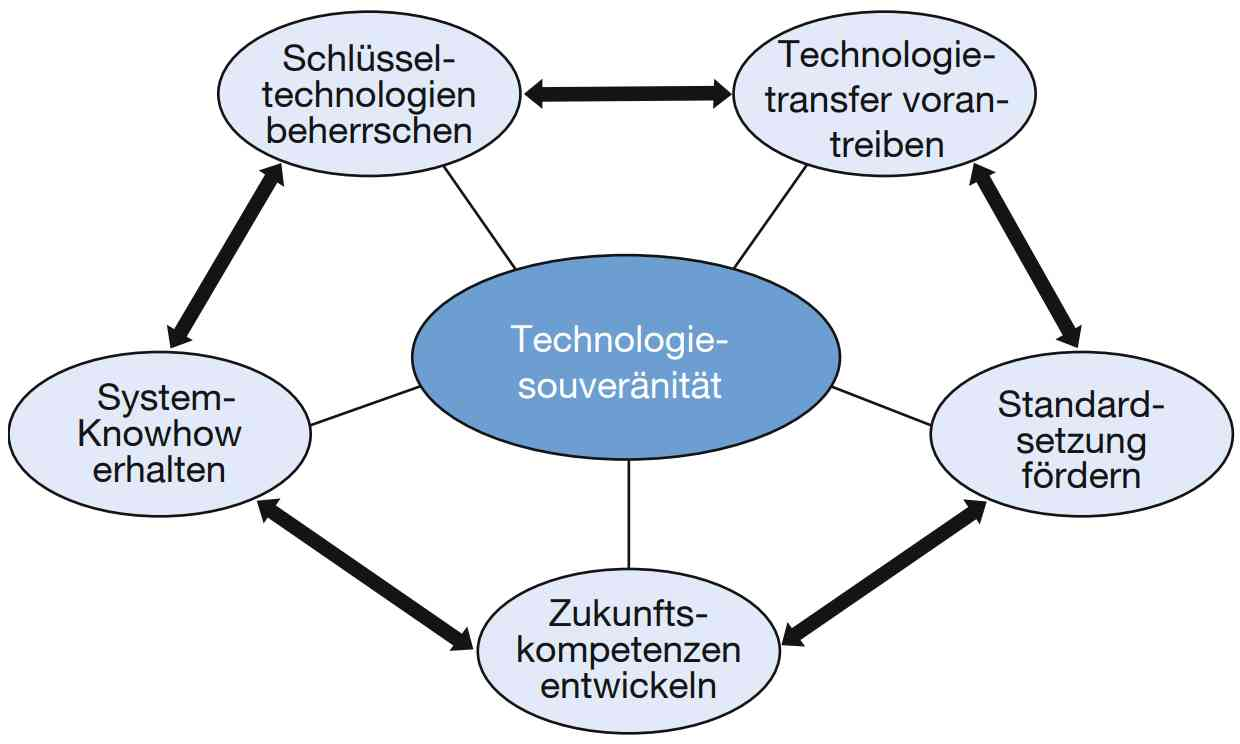
Eckpunkte der Technologiesouveränität

## Begriffsentstehung
Technologische Souveränität soll Staaten oder Staatenbünden ermöglichen, Technologien und kritische Infrastrukturen, die sie für sich „als kritisch für Wohlfahrt, Wettbewerbsfähigkeit und staatliche Handlungsfähigkeit“ definieren, „selbst vorzuhalten und weiterentwickeln zu können, oder ohne einseitige strukturelle Abhängigkeit von anderen Wirtschaftsräumen beziehen zu können“. Sie ziele auf „internationale Kooperation auf Augenhöhe“ ab. Der Begriff wird insbesondere im europäischen Raum seit Mitte der 2010er-Jahre – womöglich erstmals durch Stefan Mair 2015 – verwendet, um auf mögliche volkswirtschaftliche und sicherheitspolitische Risiken globaler Lieferketten und Outsourcing hinzuweisen. Dies kann neben der Wahrung der Souveränität im klassischen Sinne auch nachgeordnete Aspekte der internationalen Konkurrenzfähigkeit ansässiger Unternehmen und den Informationsgrad und Bildungsstand der Gesamtbevölkerung umfassen. Gelegentlich wird Technologiesouveränität auch mit Rohstoffgewinnung und dem Schutz der Menschenrechte verknüpft, beispielsweise durch das Lieferkettengesetz.

## Beispiele und Vorhaben

### Deutschland und Europa
„Um die Digitalisierung zu gestalten müssen deshalb in erster Linie die ihr zugrunde liegenden Technologien beherrscht werden. Deutschland muss sich hier seine Technologiesouveränität bewahren. Sie ist das Fundament digitaler Souveränität.“

Unter dem Schlagwort Digitale Souveränität wurden erstmals die Gestaltungsmacht US-amerikanischer Internetplattformen und die Gefährdung der IT-Sicherheit durch mutmaßlich russische Cyberangriffe aufgegriffen. Exemplarisch sind auch die Debatte um den Ausbau des 5G-Mobilfunkstandards ab 2018 zu nennen, die einen Technologievorsprung des chinesischen Anbieters Huawei thematisierte, sowie die Diskussion um die geostrategische Relevanz und mögliche Gefährdung des taiwanesischen Halbleiterherstellers TSMC und der Dresdner Globalfoundries-Werke, auf die auf Technologiesouveränität abzielende Projekte wie COREnect und das IPCEI für Mikroelektronik  folgten. Auch die COVID-19-Pandemie beförderte die Forderungen aufgrund Unsicherheiten in der Lieferkette persönlicher Schutzausrüstung wie Atemschutzmasken.
Der Programmentwurf von Bündnis 90/Die Grünen zur Bundestagswahl 2021 sieht die Sicherung „technologischer Souveränität“ von Schlüsseltechnologien vor. Der Koalitionsvertrag einer bevorstehenden Ampel-Koalition bezeichnet technologische Souveränität als eines der sechs zentralen „Zukunftsfelder“ der Bundesrepublik Deutschland.

### Vereinigte Staaten von Amerika
Ende Februar 2021 unterzeichnete der US-amerikanische Präsident Joe Biden mehrere Exekutivanweisungen zur Analyse kritischer Wertschöpfungsketten wie Pharmazeutika, Batteriezellen und seltenen Erden. Auslöser war die nachfragebedingte Verknappung von integrierten Schaltkreisen und insbesondere Grafikkarten im Zuge der COVID-19-Pandemie, die Lieferengpässe bei Automobilherstellern zur Folge hatte. Der demokratische Senatsführer Chuck Schumer regte zeitgleich ein 100 Milliarden Dollar großes Investitionspaket für den Forschungs- und Produktionssektor der Vereinigten Staaten an.

### Nicht-staatliche Initiativen
Das FabCity-Netzwerk versammelt Städte und Kommunen, die bis 2054 alle Gebrauchs- und Konsumgüter mittels Open-Source-Hardware selbst produzieren wollen. Dies wird als sicherheitspolitische Chance und zum Ersatz unterbrochener Lieferketten diskutiert. Die europäische Bewegung DiEM25 bezieht Technologiesouveränität auf individuelle Mündigkeit wie Kompetenzen und plädiert im Zuge dessen für Datengewerkschaften und die Förderung von Plattformgenossenschaften im High-Tech-Segment.

## Rezeption
“Tech sovereignty is moving from talking points to actual policy. That's definitely a concern.”

„Technologiesouveränität wird von Phrasen zu tatsächlicher Politik. Das ist definitiv beunruhigend.“

Definierte Tragweite und Umsetzbarkeit von Technologiesouveränität sind vielfach umstritten und gelegentlich Vorwürfen des Protektionismus ausgesetzt, was EU-Kommissar Thierry Breton zurückwies. Branchenverbände erhoffen sich von der Policy vor allem strategische Forschungs- und Wirtschaftsförderung sowie Technologietransfer durch ein erleichtertes Teilen von Geschäftsdaten wie durch Gaia-X und weisen auf einen europäischen Nachteil in der Verfügbarkeit von Wagniskapital hin. Chancen lägen dagegen in der Standardisierung und Normung.
Das Kieler Institut für Weltwirtschaft bezeichnete die Verwendung des Schlagworts 2019 als neuen „Trend zur Autarkie“, der die „Wohlstandsvorteile der Globalisierung“ gefährde. Die Expertenkommission Forschung und Innovation (EFI) weist in ihrem Jahresgutachten 2021 darauf hin, dass das Konzept nicht dazu missbraucht werden dürfe, „um den Strukturwandel aufzuhalten und international nicht mehr wettbewerbsfähige Industrien zu schützen“. Dennoch solle Technologiesouveränität bei der Forschungs- und Innovationsförderung berücksichtigt werden.
Die Deutsche Gesellschaft für Auswärtige Politik (DGAP) plädierte 2020 für ein transatlantisches Netzwerk für Digitalpolitik, denn technologische Souveränität sei „nichts weniger als europäische Außenpolitik“. André Loesekrug-Pietri, Direktor der europäischen Innovationsagentur Joint European Disruptive Initiative (JEDI), wies auf dagegen auf die der europäischen Technologiesouveränität zuwiderlaufenden Tendenz vieler EU-Staaten hin, indirekt US-amerikanische Technologieunternehmen zu stärken. Zur Umsetzung des Konzepts brauche es neben der Behebung dieser Handlungen vor allem Bürokratieabbau.
Carnegie Europe wies auf die stark wertebasierte Vorstellungen von Technologiesouveränität in der Europäischen Union hin, was gelegentlich Raum für nationalistische Rhetorik gebe.
Wolfgang Bonß sieht im Begriff ein „mehrdimensionales Phänomen“, das „einen längeren Diskussionsprozess“ erfordere. Derzeitige Ansätze täuschten eine „begriffliche Präzision vor, die argumentativ kaum gegeben“ sei.